# Murtosaari (ö i Pyyvesi)
Murtosaari är en ö i sjön Pyyvesi och i kommunen Nyslott i landskapet Södra Savolax, i den sydöstra delen av Finland, 300 km nordost om huvudstaden Helsingfors. Öns area är 35,4 hektar och dess största längd är 0,9 kilometer i sydöst-nordvästlig riktning. Pieni Murtosaari utgör den sydvästra delen av ön i form av en halvö.